# Chicago Reader
Le Chicago Reader (souvent simplement le Reader) est un magazine hebdomadaire distribué à Chicago dans l'Illinois aux États-Unis. Il fait partie de ce que les Américains nomment les alternative newspapers qui sont des journaux ou magazines mettant l'accent sur les informations et enquêtes sur la vie locale d'une cité ou d'une région définie.
Le Chicago Reader est l'un des pionniers du mouvement des publications hebdomadaires gratuites. Il a été fondé en 1971  par un groupe d'étudiants du Carleton College. En juillet 2007, le Reader a été vendu à un groupe spécialisé dans les alternative newspapers la Creative Loafing. Il est aujourd'hui imprimé sur les presses du  Milwaukee Journal Sentinel' de Milwaukee dans le Wisconsin.
Ses numéros sont datés du jeudi et distribués gratuitement dans plus de 1 400 points situés partout dans l'aire métropolitaine de Chicago. La circulation hebdomadaire moyenne, contrôlée par l'Audit Bureau of Circulations, était de 120 204 lecteurs en 2006.